# الخاص‌اوبه
الخاص‌اوبه (به لاتین: Alxasava) یک منطقهٔ مسکونی در جمهوری آذربایجان است که در شهرستان گوی‌چای واقع شده‌است.

## خصوصیات
الخاص‌اوبه ۷۸۰ نفر جمعیت دارد.